# پاول یولیوس موبیوس
پاول یولیوس موبیوس (آلمانی: Paul Julius Möbius؛ ۲۴ ژانویهٔ ۱۸۵۳ – ۸ ژانویهٔ ۱۹۰۷) یک دانشمند، متخصص اعصاب، روانپزشک، و استاد دانشگاه اهل آلمان بود.
موبیوس ابتدا در رشته‌های فلسفه و الهیات در دانشگاه لایپزیگ، دانشگاه ینا و دانشگاه ماربورگ تحصیل کرد. سپس به رشتهٔ پزشکی روی آورد و پس از فارغ‌التحصیلی در سال ۱۸۷۶ میلادی، به عنوان جراح در ارتش آلمان به خدمت مشغول شد. پس از ترک ارتش، به لایپزیگ بازگشت و مطب خصوصی خود را دایر نمود و مدتی دستیارِ نورولوژیست مشهور «آدولف اشترومپل» بود. وی در سال ۱۸۸۳ میلادی مجوز فعالیت خود را در زمینه نورولوژی (بیماری‌های مغز و اعصاب) دریافت کرد.
موبیوس نویسنده‌ای پرکار بود و تألیفات فراوانی در زمینهٔ «فیزیولوژی اعصاب» و «غدد درون‌ریز و متابولیسم» دارد. در حیطهٔ علم روان‌پزشکی نیز، وی پژوهش‌هایی در علم آسیب‌شناسی روانی دربارهٔ یوهان ولفگانگ فون گوته، ژان-ژاک روسو، آرتور شوپنهاور و فریدریش نیچه انجام داده‌است.
وی مشارکت‌های ارزنده‌ای در زمینه درک چگونگی بروز برخی بیماری‌های ذهنی-روانی دارد. او نخستین پزشکی بود که تفاوت‌های اختلالات عصبی درون‌زاد و برون‌زاد را شرح داد و چند نظریهٔ دربارهٔ سبب‌شناسی هیستری ارائه نمود. وی همچنین نخستین پزشک آلمانی‌زبانی بود که جنبه‌های فیزیولوژیک هیستری را بیان نمود و به این دلیل و همچنین به سبب چند استدلال منطقی و قانع‌کننده‌اش در زمینهٔ کارایی و اثربخشیِ مفیدِ شوک‌درمانی، زیگموند فروید او را یکی از پیشگامان علم روان‌درمانی نامید.
نام او با سه عبارت در پزشکی گره خورده‌است:
1. سندرم موبیوس: نوعی فلج عضلاتِ صورت مرتبط با اعصاب ۶ و ۷ مغزی
2. سندرم لیدن-موبیوس: دیستروفی ماهیچه‌ای در ناحیهٔ لگن خاصره
3. علامت موبیوس: ضعف در هم‌گرایی چشم‌ها که با بیماری گریوز در ارتباط است.[۲]

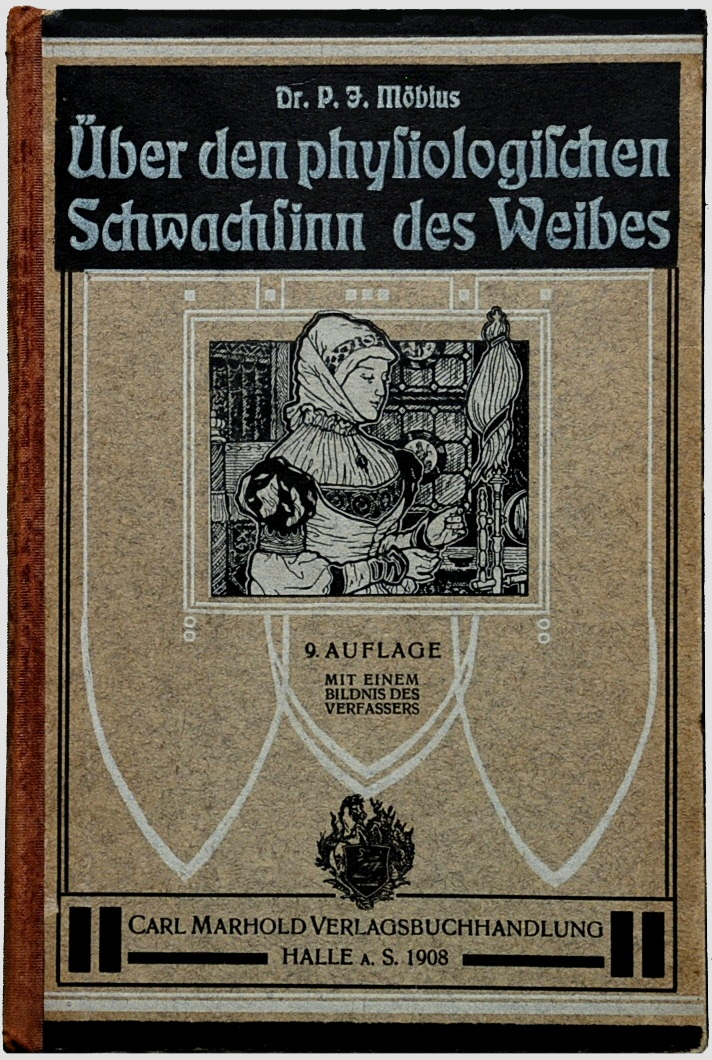
جلد کتاب «دربارهٔ جنبه‌های فیزیولوژیک سبک‌مغزی زنان» (چاپ نهم، ۱۹۰۸ میلادی)